# Wassertalkogel
Der Wassertalkogel ist ein 3252 m ü. A. hoher Gipfel im Geigenkamm südlich des Puitkogels. Obwohl er einer der wenigen Berge des Geigenkamms ist, der 3200 Meter übersteigt, steht er doch etwas im Schatten des gewaltigen Bergnachbarn. Dennoch wird der Berg recht häufig von Bergsteigern besucht, weil der Mainzer Höhenweg über seine Kammhöhe führt. Vom geräumigen Gipfelplateau mit Steinmännern fällt der Berg mit steilen, aber gut kletterbaren Blockflanken nach Westen ins Pitztal, nach Osten ins Pollestal hin ab. Der Wassertalkogel ist in Richtung Rüsselsheimer Hütte der letzte Dreitausender, den man auf dem Mainzer Höhenweg überschreiten kann. Am westlichen Rand seines Gipfelplateaus steht das Rheinland-Pfalz-Biwak, eine geräumige Biwakschachtel mit 9 Schlafplätzen. Der Wassertalkogel hat seinen Namen von dem nordwestlich gelegenen Wassertal, einer wasserdurchrauschten Steilschlucht.

## Besteigungsgeschichte
Wahrscheinlich wurde der vergleichsweise leicht zugängliche Gipfel bereits in früherer Zeit von Einheimischen oder Jägern aus dem Pitztal oder Ötztal erstiegen. Die erste bekannte Ersteigung jedoch führte Rudolf L. Kusdas am 29. August 1895 aus. Er war von Mittelberg aus zum Pollesjoch emporgestiegen, um den Puitkogel zu ersteigen. Auf seinem Wege zu diesem Berg überschritt er die Berge des Geigenkamms bis hin zum Wassertalkogel. Nachdem er den Gipfel des Wassertalkogels erreicht hatte, stieg er in Richtung der Scharte zwischen Sonnenkogel und Wassertalkogel ab.

## Routen
- (Von Süden): Vom Pitztal zum Pitztaler Jöchl. Auf den Rettenbachferner hinab und Querung nach Norden bis unter das südliche Pollesjoch. Auf versichertem Steig hinauf auf das Joch. Aus dem Ötztal über den Rettenbachferner und den versicherten Steig ebenfalls aufs Pollesjoch. Nun entlang des Mainzer Höhenweges (markierte Route, versichert mit Stellen I) entlang des Kammes, mehrere Gipfel überschreitend zum Gipfel.
- (Von Westen): Von Mandarfen auf einem Steig in die steilen Wiesenhänge oberhalb des Talgrundes. Den Markierungen folgend an einigen Lawinenverbauungen vorbei bis zu einem metallenen Kreuz (von Mandarfen aus zu sehen). Neben einer breiten Rinne über Grashänge steil empor bis auf einen allmählich abflachenden Geröllrücken. Über eine steile Geländestufe empor und jenseits von ihr entlang einer Rippe in der Bergflanke mühsam, aber leicht empor, bis man den Bergkamm an einer Scharte erreicht. Über den breiten Blockkamm leicht in südlicher Richtung empor zum Gipfel.

## Impressionen

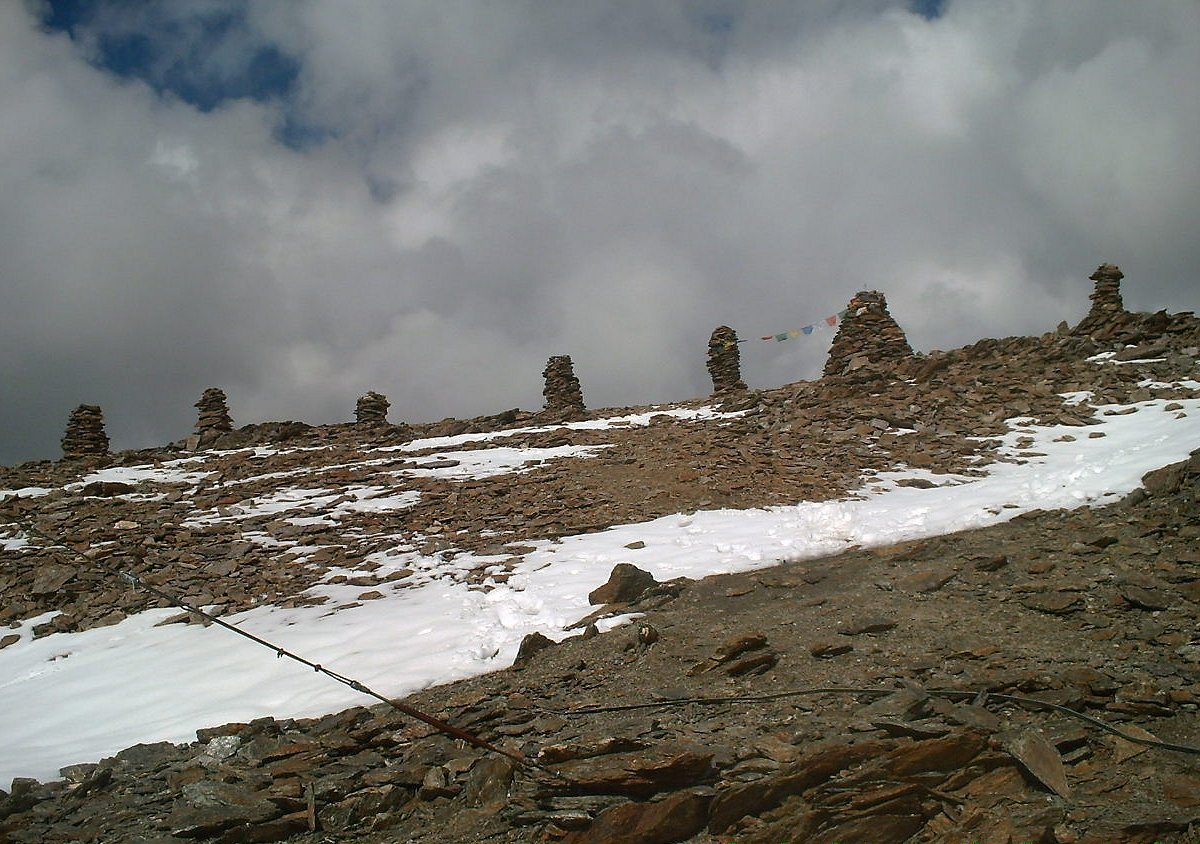
Auf dem Gipfelplateau
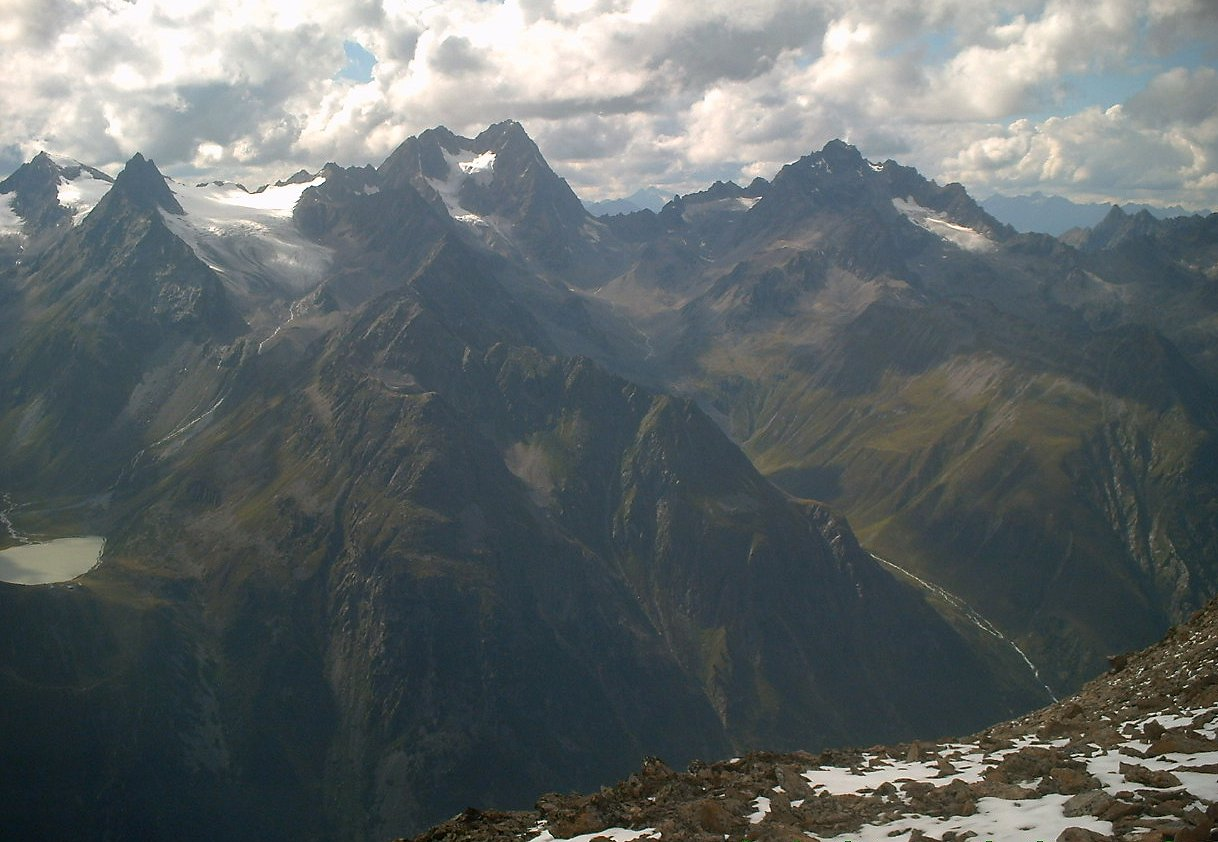
Ausblick auf den Kaunergrat
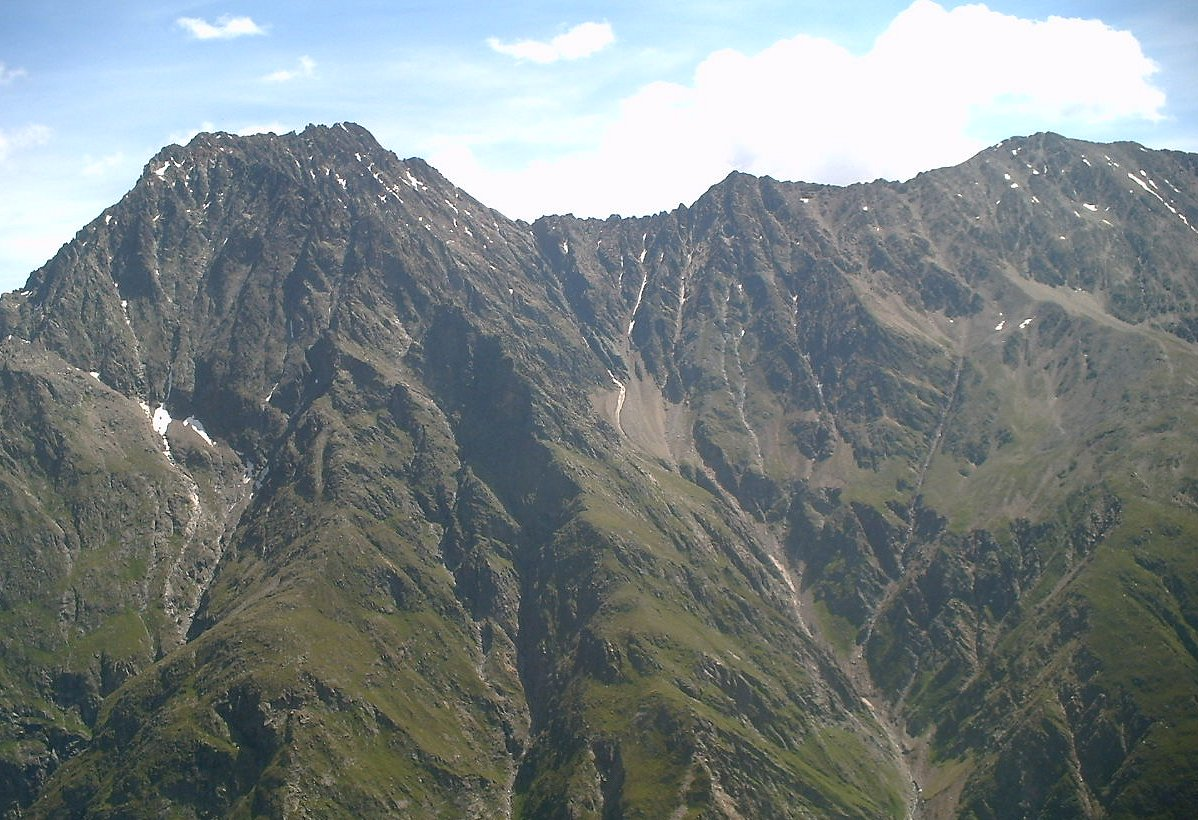
Puitkogel, Sonnenkogel und Wassertalkogel (von links nach rechts)